# San Felice a Cancello
San Felice a Cancello är en ort och kommun i provinsen Caserta i regionen Kampanien i Italien. Kommunen hade 17 462 invånare (2017).